# 학교 도서관

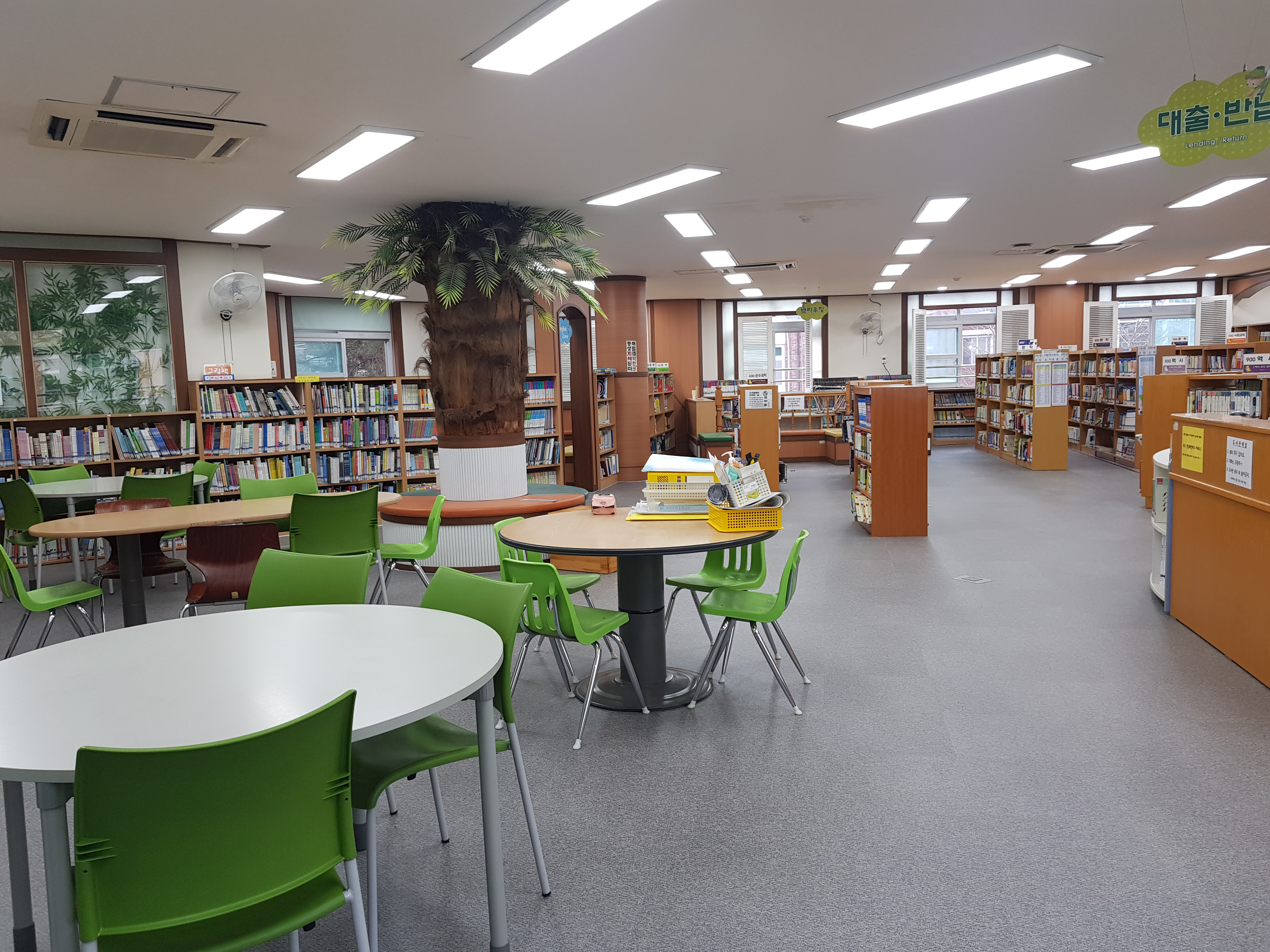
학교 도서관

학교 도서관(學校 圖書館)이란 학교에서 학생과 교원의 학습ㆍ교수활동을 지원함을 주된 목적으로 하는 도서관이나 도서실을 말한다.

## 교육
학교도서관이 가지고 있는 다양한 정보와 자원을 활용한 교수∙학습 활동을 의미한다. 학교도서관 교육은 학교도서관 이용 교육(Library Use Education)과 학교도서관 활용 교육(Library Assisted Instruction),정보활용교육으로 구분하여 이해할 수 있다.
- 학교도서관 이용 교육(Library Use Education)

학교도서관 정보 처리 교육. 전통적인 도서관 이용 지도와 유사하나, 도서관이 소장하고 있는 자료에 대한 단순한 접근보다는 자료가 담고 있는 내용의 비판적인 수용능력과 문제 해결에 대한 적용 능력인 정보 활용 능력에 초점이 맞추어져 있다.
- 학교도서관 활용 교육(Library Assisted Instruction)

교과 교육의 목표를 달성하기 위해 학교도서관의 다양한 정보를 활용하는 교육활동.

## 같이 보기
- 사서 교사